# 昌元街道
昌元街道，是中华人民共和国重庆市荣昌区下辖的一个乡镇级行政单位。

## 行政区划
昌元街道下辖以下地区：
玉屏社区、白象社区、桂花社区、武城矿区社区、许溪社区、新峰社区、虹桥社区、方家坝村和螺罐村。